# Línea 5 (TRAM Metropolitano de Alicante)
Línea 5 del TRAM Metropolitano de Alicante es un recorrido que está en servicio en el tranvía de Alicante. Discurre íntegramente por el término municipal de Alicante, conectando el frente marítimo de la ciudad con la Playa de la Albufereta, la Playa de San Juan y el Cabo de la Huerta. Sale desde la parada de Puerta del Mar, entre la playa y el puerto, circulando por el bucle que forma la línea en Playa de San Juan, con parada de referencia en Plaza de La Coruña. Es un servicio metropolitano que se realiza en 26 minutos, con los tranvías Flexity de Bombardier.
La línea 5 fue concebida como un servicio de refuerzo de la línea 4 y aprovecha el trazado de la antigua línea lanzadera 4L para dar servicio al frente marítimo y al casco histórico de la ciudad.

## Historia
Parte de su trayecto, entre La Marina y Albufereta, formaba parte, hasta 2003, del Trenet de la Marina. A partir de 2003, la actual línea 3 recorría ese mismo tramo, prolongado desde Porta del Mar. En mayo de 2007 pasó a realizar el mismo tramo la línea 4, prolongándose a Avenida de las Naciones en junio del mismo año, y al bucle de Plaza La Coruña en diciembre de 2009. En 2010 el recorrido entre Porta del Mar y el bucle de Plaza La Coruña pasó a realizarse con un transbordo en Sangueta entre la línea 4L y la línea 4, que había cambiado la cabecera a Luceros. En 2013 la línea 4L dejó de prestar servicio, dejando sin servicio las paradas de La Marina y Porta del Mar. La puesta en servicio en doble vía del túnel de la Sierra Grossa permitió aumentar el número de tranvías en circulación. Así, el 10 de junio de 2019 se pudo inaugurar la línea 5 del TRAM, entre Porta del Mar y el bucle de Plaza La Coruña, inicialmente con carácter estacional pero, a la vista del éxito obtenido, en noviembre de 2019 se decidió que prestara servicio permanente.

## Estaciones y apeaderos
| Nombre de Estación/Apeadero | Dirección                          | Municipio | Correspondencias | Servicios                         |
| --------------------------- | ---------------------------------- | --------- | ---------------- | --------------------------------- |
| Puerta del Mar              | Av. Juan Bautista Lafora           | Alicante  |                  | Estación accesible                |
| La Marina                   | Av. de Villajoyosa                 | Alicante  |                  | Estación accesible · Cafetería    |
| Sangueta                    | Av. de Villajoyosa                 | Alicante  |                  | Estación accesible                |
| La Isleta                   | Plaza de la Isleta                 | Alicante  |                  | Estación accesible                |
| Albufereta                  | Vial Flora España                  | Alicante  |                  | Estación accesible                |
| Lucentum                    | Calles Virgilio / Diana            | Alicante  |                  | Estación accesible · Aparcamiento |
| Miriam Blasco               | Av. Deportista Miriam Blasco       | Alicante  |                  | Estación accesible                |
| Sergio Cardell              | Glorieta Deportista Sergio Cardell | Alicante  |                  | Estación accesible                |
| Tridente                    | Av. Goleta                         | Alicante  |                  | Estación accesible                |
| Av. Naciones                | Av. Goleta                         | Alicante  |                  | Estación accesible                |
| Cabo Huertas                | Av. Costa Blanca                   | Alicante  |                  | Estación accesible                |
| Av. Benidorm                | Av. Costa Blanca                   | Alicante  |                  | Estación accesible                |
| Londres                     | Av. Costa Blanca                   | Alicante  |                  | Estación accesible                |
| Plaza de La Coruña          | Av. Oviedo                         | Alicante  |                  | Estación accesible                |
| Instituto                   | Av. Oviedo                         | Alicante  |                  | Estación accesible                |
| Países Escandinavos         | Av. de las Naciones                | Alicante  |                  | Estación accesible                |
| Holanda                     | Av. de las Naciones                | Alicante  |                  | Estación accesible                |

## Evolución del tráfico
| Año       | 2019    | 2020    | 2021    | 2022    |
| --------- | ------- | ------- | ------- | ------- |
| Pasajeros | 413.116 | 390.235 | 545.297 | 778.626 |